# Лез-Авеньер
Лез-Авеньер (фр. Les Avenières) — коммуна во Франции, находится в регионе Рона — Альпы. Департамент коммуны — Изер. Входит в состав кантона Морстель. Округ коммуны — Ла-Тур-дю-Пен.
Код INSEE коммуны — 38022. Население коммуны на 2008 год составляло 5095 человек. Населённый пункт находится на высоте от 200 до 260 метров над уровнем моря. Муниципалитет расположен на расстоянии около 440 км юго-восточнее Парижа, 55 км юго-восточнее Лиона, 50 км северо-западнее Гренобля. Мэр коммуны — Gilbert Mergoud, мандат действует на протяжении 2001—2008 гг.
Динамика населения (INSEE):